# Gert Hanekom
Gerhardus „Gert“ Jacobus Hanekom (* 30. März 1930 in Redelinghuys, Südafrika; † 5. Dezember 1999 in Windhoek), selten auch Gerd Hanekom, auch als Oom Gert (Onkel Gert) bekannt, war ein namibischer Politiker der SWAPO. Hanekom wanderte zwischen 1956 und 1958 von Südafrika nach Südwestafrika aus.
Hanekom war im Kabinett Nujoma I von 1990 bis 1992 namibischer Minister für Landwirtschaft, Fischerei, Wasser und Ländliche Entwicklung und von 1992 bis 1995 Finanzminister, ehe er von 1995 bis 1997 im Kabinett Nujoma II das Amt des Umweltministers bekleidete.
Er gründete 1975 das Unternehmen Hanekom & Kie, das sich zum lokalen Ableger von PricewaterhouseCoopers entwickelte.
Hanekom verstarb nach einem langen Krebsleiden und einer Herzerkrankung am 5. Dezember 1999 im Alter von 69 Jahren. Hanekom erhielt ein Staatsbegräbnis. Er hinterließ seine Ehefrau und drei Kinder.